# Comedia (syndicat)
Pour les articles homonymes, voir Comedia.
Comedia était le plus grand syndicat suisse du secteur des médias jusqu'en décembre 2010.
Comedia était né de la fusion des syndicats de l'imprimerie, des journalistes, des lithographes et des libraires en 1999. Comedia regroupait près de 17 000 membres.
Il a fusionné avec le Syndicat de la communication au 1er janvier 2011 pour donner naissance à Syndicom, le syndicat des médias et de la communication.

## Organisation
Les activités de comedia étaient réparties en quatre secteurs spécifiques aux branches:
- Industrie graphique et emballage
- Presse et médias électroniques
- Livre et diffusion de médias
- Communication visuelle

Comedia disposait de cinq secrétariats régionaux:
- Suisse Romande : secrétariat régional à Lausanne, secrétariat local à Genève, ainsi qu'une caisse de chômage.
- Tessin : secrétariat régional à Lugano.
- Nord-Ouest et Suisse centrale ; secrétariat régional à Bâle, secrétariats locaux à Lucerne et Zofingue.
- Berne et Haut-Valais : secrétariat régional à Berne.
- Zurich et Suisse orientale : secrétariat régional à Zurich, secrétariats locaux à Winterthour, Saint-Gall et Coire.